# لورانس أ. هوفمان
لورانس أ. هوفمان (بالإنجليزية: Lawrence A. Hoffman)‏ هو حاخام أمريكي، ولد في 1942.